# Encarsia diaspidicola
Encarsia diaspidicola är en stekelart som först beskrevs av Filippo Silvestri 1909.  Encarsia diaspidicola ingår i släktet Encarsia och familjen växtlussteklar. Inga underarter finns listade i Catalogue of Life.